# 澳門國際十公里長跑賽
澳門國際十公里長跑賽（葡萄牙語：Macau Internacional 10K），是於澳門特別行政區舉行大型賽跑的體育活動，賽事由澳門特別行政區政府體育局和澳門田徑總會共同主辦，於2021年首度舉辦；2022年計劃舉辦之際受COVID-19疫情影響，主辦單位於比賽前一天宣佈取消；2023年起恢復舉辦。由首屆賽事起獲得大型綜合度假休閒企業金沙中國冠名贊助，全稱為“金沙中國澳門國際十公里長跑賽”。

## 歷史

### 2021年
2021年3月3日，體育局舉行新聞發佈會，宣佈首度舉辦“澳門國際十公里長跑賽”，賽事將於該年4月11日舉行，同時正式宣佈金沙中國為賽事中的冠名贊助商。
鑑於COVID-19疫情嚴峻，主辦單位要求持有有效的核酸檢測陰性報告領取比賽用品和參賽當天作出展示並接受體溫檢測，觀眾及工作人員同時需配戴口罩和出示有效綠色的“澳門健康碼”等。
2021年3月30日，主辦單位公佈核酸檢測安排，要求所有參賽者進行核酸檢測並需持有效檢測陰性報告方可參與，預約系統於該年3月31日開放，檢測日期為該年4月5日至10日，統一安排在澳門工人體育場進行檢測。

### 2022年（取消）
2022年2月9日，體育局公佈該年活動報名詳情，賽事於該年3月20日舉行。當局表示由於COVID-19疫情嚴峻，主辦單位要求參賽者在比賽前14天或之前完成接種2劑COVID-19疫苗，並持有效核酸檢測陰性報告證明方可參與。
2022年3月17日，組委會舉行賽前新聞發佈會公佈賽事安排，防疫要求方面要求所有參賽者必須持有24小時有效的核酸檢測陰性證明，統一安排於該年3月19日在澳門綜藝館和北安碼頭核酸檢測站進行一次性免費核酸檢測，參賽者同時須於3月6日或之前完成兩劑COVID-19疫苗方可領取參加比賽之用品。
2022年3月19日中午，體育局表示，為配合特區政府疫情防控工作，原定該年3月20日舉行的賽事取消。又表示是因應鄰近地區疫情變化，經主辦單位審慎評估後才取消舉行。相關臨時交通安排亦取消。
在退回報名費及領取紀念品安排方面，已報名的參加者無需辦理任何手續，報名費將通過相關電子支付方式退回繳費時使用之電子帳戶。參加者亦可選擇領取紀念獎牌及毛巾作為留念，但將不獲退回報名費。如參加者選擇領取紀念品，可於該年4月25日至5月9日透過體育局微信公眾號登記。資料核實和填妥後，參加者將獲發一張紀念品電子換領券，憑換領券可於該年5月5日至8月4日期間按選定的地點、日期及時間領取紀念品。

### 2023年
2023年之賽事於3月19日舉行，報名名額因放寬防疫措施增至一萬名，包括7,000名十公里項目名額和3,000名歡樂跑名額。隨着澳門大規模放寬入境防疫措施，體育局計劃邀請中國大陸及肯尼亞跑手來澳參賽；賽事除透過官方網站進行報名外，由該年賽事起增設“澳門十公里”手機應用程式的報名方式進行網上報名，參賽者如開通“澳門國際馬拉松”的個人網上報名帳戶可於應用程式或官方網站報名。

### 2024年
2024年之賽事於3月17日舉行，由體育局、金沙中國有限公司及澳門田徑總會三方共同主辦，並由金沙中國有限公司承擔賽事經費。報名名額方面，十公里7,000名及歡樂跑(約五公里) 3,000名。於同年2月3日及4日分別開放十公里賽及歡樂跑報名。

### 2025年
2025年之賽事於3月16日舉行，當中十公里比賽路線不再途經新口岸新填海區觀音蓮花苑及近澳門科學館一帶，直接途經西灣大橋前往氹仔，再途經路氹連貫公路一帶折返，終點繼續設於奧林匹克體育中心-運動場。

## 比賽路線
比賽分為十公里項目和歡樂跑項目。
- 歡樂跑起點設於西灣湖廣場，途經西灣大橋、東亞運大馬路及奧林匹克游泳館圓形地，終點設於奧林匹克體育中心-運動場。
- 十公里比賽路線起點設於西灣湖廣場，途經新口岸新填海區孫逸仙大馬路、觀音蓮花苑，經西灣大橋前往氹仔，終點同樣設於奧林匹克體育中心-運動場。2025年起取消途經新口岸新填海區孫逸仙大馬路、觀音蓮花苑，起點設於西灣湖廣場，途經西灣大橋、東亞運大馬路、奧林匹克游泳館圓形地、望德聖母灣大馬路，分別於路氹連貫公路及路氹城大馬路近澳門威尼斯人前兩次折返，終點同樣設於奧林匹克體育中心-運動場。

## 比賽結果

### 10公里
| 屆數 | 年份 | 男子全場冠軍                                       | 用時 (分:秒)                                       | 女子全場冠軍                                       | 用時 (分:秒)                                       | 相關資料      |
| ---- | ---- | -------------------------------------------------- | -------------------------------------------------- | -------------------------------------------------- | -------------------------------------------------- | ------------- |
| 1    | 2021 | 王紅偉（中国）                                     | 31:35                                              | 殷曉雨（中国）                                     | 37:24                                              | [ 22 ] [ 23 ] |
| 2    | 2022 | 體育局宣佈因應COVID-19疫情變化，該年賽事取消舉辦。 | 體育局宣佈因應COVID-19疫情變化，該年賽事取消舉辦。 | 體育局宣佈因應COVID-19疫情變化，該年賽事取消舉辦。 | 體育局宣佈因應COVID-19疫情變化，該年賽事取消舉辦。 | [ 24 ]        |
| 3    | 2023 | 索爾（Edwin Soi）（肯尼亚）                        | 29:16                                              | 森比路（Winrose Chepkorir）（肯尼亚）              | 34:22                                              | [ 25 ]        |
| 4    | 2024 | 比迪（David Bett）（肯尼亚）                       | 29:02                                              | 施姬（Betty Sigei）（肯尼亚）                      | 33:53                                              | [ 26 ]        |
| 5    | 2025 |                                                    |                                                    |                                                    |                                                    |               |

### 歡樂跑
| 屆數 | 年份 | 男子全場冠軍                                       | 用時 (分:秒)                                       | 女子全場冠軍                                       | 用時 (分:秒)                                       | 相關資料 |
| ---- | ---- | -------------------------------------------------- | -------------------------------------------------- | -------------------------------------------------- | -------------------------------------------------- | -------- |
| 1    | 2021 | 郭文灝（澳門）                                     | 18:54                                              | KRISTINA VALLESTEROS（菲律宾）                     | 23:42                                              |          |
| 2    | 2022 | 體育局宣佈因應COVID-19疫情變化，該年賽事取消舉辦。 | 體育局宣佈因應COVID-19疫情變化，該年賽事取消舉辦。 | 體育局宣佈因應COVID-19疫情變化，該年賽事取消舉辦。 | 體育局宣佈因應COVID-19疫情變化，該年賽事取消舉辦。 |          |
| 3    | 2023 | 葉穎陶（澳門）                                     | 17:33                                              | 鄺崑慧（澳門）                                     | 21:45                                              |          |
| 4    | 2024 | 洪子樂（澳門）                                     | 18:17                                              | 鄭嘉儀（澳門）                                     | 21:06                                              |          |
| 5    | 2025 |                                                    |                                                    |                                                    |                                                    |          |

## 金沙10K繽fun活力造型大獎
為增添賽事元素，擧辦「金沙10K繽紛活力造型大獎」活動，希望可以吸引眾多參賽者悉心打扮，而獲選的參賽者於賽後在現場獲頒發獎項。

### 歷年服裝主題
| 年份   | 服裝主題         | 主題說明 |
| ------ | ---------------- | --- |
| 2021年 | 澳門多元文化特色 | 鼓勵參與者以不同形式參與賽事。                                                                                           |
| 2022年 | 澳門多元文化特色 | 鼓勵參與者以不同形式參與賽事。                                                                                           |
| 2023年 | 澳門多元文化特色 | 鼓勵參與者以不同形式參與賽事。                                                                                           |
| 2024年 | 魔幻跑           | 鼓勵跑手以奇幻有趣、活力十足的方式投入賽事歡樂氣氛。                                                                     |
| 2025年 | 海洋跑           | 鼓勵跑手在造型中融入海洋元素，如裝扮成海洋生物或穿著以海洋為主題的服飾，藉此喚起跑者保護海洋環境及為生物多樣性出一分力。 |

## 特別交通安排
在賽事舉行前一天或當天，部分路段採取禁止泊車、有限度通車或封閉措施等。賽事舉行期間，途經賽道之巴士路線需要改道行駛，期間西灣大橋往澳門方向實施封閉，部分往返澳門半島至氹仔或路環的巴士路線改為取道友誼大橋或嘉樂庇總督大橋前往澳門半島。